# Sven
Sven  è un nome proprio di persona scandinavo, tedesco e olandese maschile.

## Varianti
- Danese: Svend[1]
- Islandese: Sveinn
- Norreno: Sveinn[1]
- Norvegese: Svein[1], Sveinn
- Tedesco:
  - Femminili: Svenja[1]

### Varianti in altre lingue
- Finlandese: Soini[1]
- Polacco: Swen

## Origine e diffusione

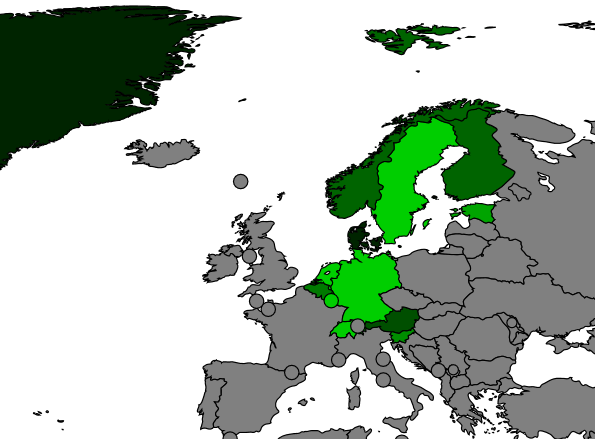
Paesi in cui è maggiormente diffuso il nome Sven

Riprende l'epiteto norreno Sveinn, che significa semplicemente "ragazzo".

## Onomastico
Il nome è adespota, cioè non è portato da alcun santo, quindi l'onomastico ricade il 1º novembre ad Ognissanti.

## Persone
- Sven Bender, calciatore tedesco
- Sven Delblanc, scrittore svedese

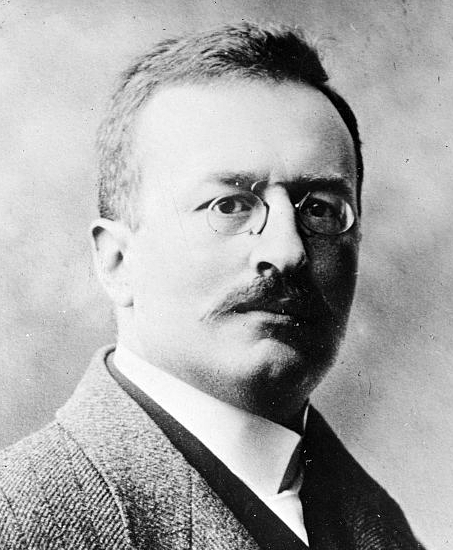
Sven Hedin

- Sven-Göran Eriksson, dirigente sportivo, allenatore di calcio e calciatore svedese
- Sven Hassel, scrittore danese
- Sven Hedin, esploratore, geografo e geopolitico svedese
- Sven Kramer, pattinatore di velocità su ghiaccio olandese
- Sven Erik Kristiansen, cantautore norvegese
- Sven Lindqvist, scrittore svedese
- Sven Lõhmus, produttore discografico, compositore e paroliere estone
- Sven Åge Madsen, scrittore danese
- Sven Nys, ciclista su strada, ciclocrossista e biker belga
- Sven Väth, disc jockey e produttore discografico tedesco

### Variante Svend
- Svend Aagesen, storico danese
- Svend Grundtvig, filologo danese
- Svend Jørgen Hansen, calciatore danese
- Svend Jensen, calciatore danese
- Svend Aage Rask, calciatore danese

### Variante Svein
- Svein Bakke, calciatore e dirigente sportivo norvegese
- Svein Berge, cantante, tastierista e batterista norvegese
- Svein Tore Brandshaug, calciatore norvegese
- Svein di Norvegia, re di Norvegia
- Svein Grøndalen, calciatore norvegese
- Svein Inge Haagenrud, calciatore norvegese
- Svein Kvia, allenatore di calcio e calciatore norvegese
- Svein Mathisen, calciatore norvegese
- Svein Oddvar Moen, arbitro di calcio norvegese
- Svein Tuft, ciclista su strada canadese
- Svein Inge Valvik, atleta norvegese

### Variante Sveinn
- Arnór Sveinn Aðalsteinsson, calciatore islandese
- Sveinn Björnsson, politico islandese
- Sveinn Hákonarson, re di Norvegia
- Atli Sveinn Þórarinsson, calciatore islandese

### Variante Swen
- Swen König, calciatore svizzero
- Swen Nater, cestista olandese